# Lunca Banului
Lunca Banului es una comuna ubicada en el distrito de Vaslui, Rumania.

## Superficie
Posee una superficie de 83,09 kilómetros cuadrados.

## Demografía
Hasta 2021 la población era de 3232 habitantes, con una densidad de población de 38,90 habitantes por kilómetro cuadrado.